# Station Cienin Kościelny
Station Cienin Kościelny is een spoorwegstation in de Poolse plaats Cienin Kościelny.